# کازانوا (ویرجنیا)
کازانوا (به انگلیسی: Casanova) یک منطقهٔ مسکونی در ایالات متحده آمریکا است که در Fauquier County واقع شده‌است. کازانوا ۱۱۴٫۹۱ متر بالاتر از سطح دریا واقع شده‌است. میتوان گفت این منطقه یک روستا است که در تلاقی جاده کازانوا و جاده روگز واقع شده است. همچنین دارای کد پستی 20139 می باشد.